# H.P. Lovecraft – emot världen, emot livet
H.P. Lovecraft – emot världen, emot livet (franska: H. P. Lovecraft. Contre le monde, contre la vie) är en bok från 1991 av den franske författaren Michel Houellebecq. Boken är en personligt hållen studie av den amerikanske skräckförfattaren H.P. Lovecraft och hans verk, där Houellebecq framhåller Lovecrafts angrepp emot den moderna världen och emot livet självt.

## Utgivning
Boken gavs ut 1991 av Éditions du Rocher i Monaco och trycktes i en första upplaga på 1500 exemplar. Den gavs ut på svenska 2005 i översättning av Kennet Klemets. Till den amerikanska utgåvan skrev Stephen King ett förord som även har inkluderats i senare franska utgåvor.

## Mottagande
Eva Johansson skrev i Svenska Dagbladet: "De båda författarna må ha valt olika estetiska vägar, men målet är detsamma: att avtäcka livets ofrånkomliga ohygglighet. Uppmuntrande värre, kan tyckas, men två minus blir som bekant ett plus och mötet mellan dessa livsförnekande surkartar resulterar i ren intellektuell underhållning."